# Itxaro Mentxaka
Itxaro Mentxaka Bengoetxea (Lequeitio, 1964) es una mezzosoprano española.

## Trayectoria
Su carrera musical comenzó en su ciudad natal con la Coral Itxas-Soinua. En 1983, se trasladó al Conservatorio de Bourdeaux, donde estudió con Monique Florence. Posteriormente continuó sus estudios en Valencia.
Hizo su debut operístico en el estreno de Cristóbal Colón de Leonardo Balada en el Gran Teatro del Liceo de Barcelona en 1989.
Desde entonces, participa regularmente en las temporadas de ópera de Barcelona y Madrid, y aparece con frecuencia en Sevilla, Bilbao, La Coruña, Valencia, Santiago de Compostela, así como en el Festival Internacional de Música "Castell de Peralada", o en los festivales internacionales de Granada y San Sebastián. También ha participado en producciones de zarzuela en coliseos como el Teatro Arriaga de Bilbao, el Palacio de las Artes Reina Sofía de Valencia o el Teatro de la Zarzuela de Madrid.